# Саут-Коннеллсвілл (Пенсільванія)
Саут-Коннеллсвілл (англ. South Connellsville) — місто (англ. borough) в США, в окрузі Файєтт штату Пенсільванія. Населення — 1917 осіб (2020).

## Географія
Саут-Коннеллсвілл розташований за координатами 39°59′33″ пн. ш. 79°34′31″ зх. д. / 39.99250° пн. ш. 79.57528° зх. д. (39.992531, -79.575389).  За даними Бюро перепису населення США в 2010 році місто мало площу 4,48 км², з яких 4,30 км² — суходіл та 0,17 км² — водойми.

## Демографія
Згідно з переписом 2010 року, у селищі мешкало 1970 осіб у 808 домогосподарствах у складі 547 родин. Густота населення становила 440 осіб/км².  Було 872 помешкання (195/км²).
Расовий склад населення:
| - 97,4 % — білих - 1,2 % — чорних або афроамериканців - 0,2 % — азіатів - 0,1 % — корінних американців |

До двох чи більше рас належало 1,1 %. Частка іспаномовних становила 0,8 % від усіх жителів.
За віковим діапазоном населення розподілялося таким чином: 19,6 % — особи молодші 18 років, 61,1 % — особи у віці 18—64 років, 19,3 % — особи у віці 65 років та старші. Медіана віку мешканця становила 43,4 року. На 100 осіб жіночої статі у селищі припадало 97,8 чоловіків;  на 100 жінок у віці від 18 років та старших — 94,4 чоловіків також старших 18 років.
Середній дохід на одне домашнє господарство  становив 46 660 доларів США (медіана — 36 641), а середній дохід на одну сім'ю — 53 672 долари (медіана — 46 552). Медіана доходів становила 34 444 долари для чоловіків та 28 424 долари для жінок. За межею бідності перебувало 12,4 % осіб, у тому числі 22,8 % дітей у віці до 18 років та 8,5 % осіб у віці 65 років та старших.
Цивільне працевлаштоване населення становило 776 осіб. Основні галузі зайнятості: транспорт — 15,2 %, освіта, охорона здоров'я та соціальна допомога — 15,1 %, виробництво — 14,8 %.